# Crown Central Petroleum

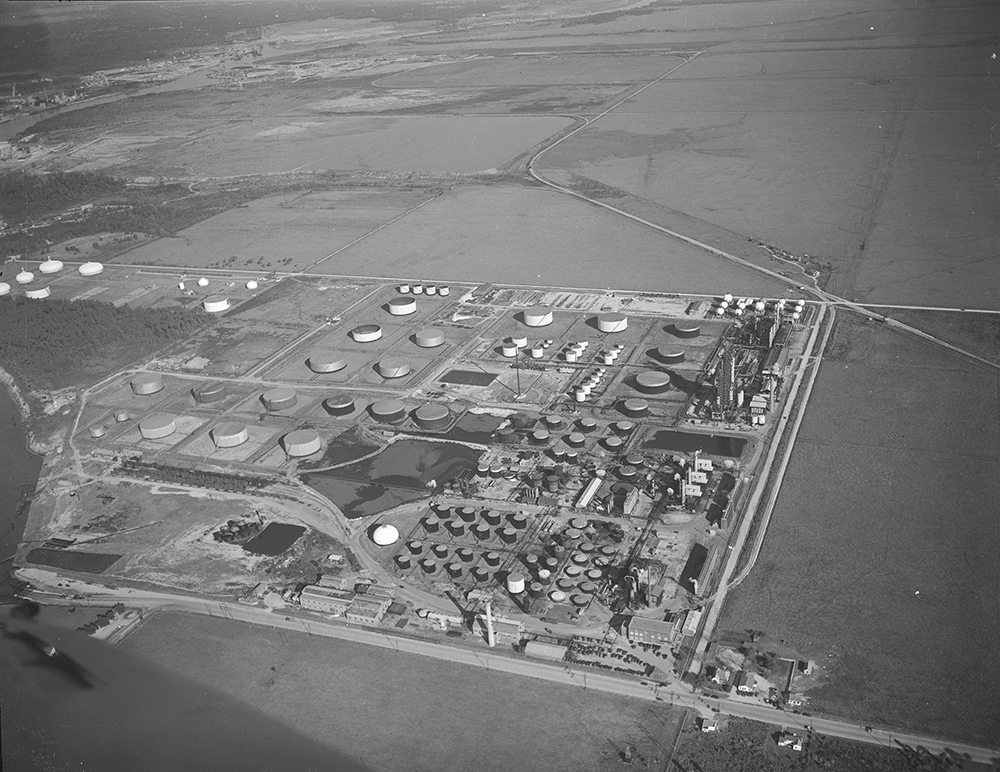
L'une des raffinerie du groupe Crown Central Petroleum, ici en 1945 à Houston, au Texas (source : DeGolyer Library, Southern Methodist University)

La Crown Central Petroleum (ou Crown Central LLC, souvent plus simplement dénommé Crown) et à ne pas confondre avec le groupe australien Central Petroleum) est une compagnie pétrolière américaine qui a prospéré à Baltimore à partir du début du 20e siècle jusqu'à son déclin récent. 

Ce raffineur indépendant commercialise de l'essence et d'autres dérivés du pétrole (fioul, huile moteur...) dont comme matières premières pour la pétrochimie. 

Au début des années 1990, le groupe possède deux grandes raffineries ; l'une basée près de Houston, au Texas, et l'autre à Tyler, également au Texas, avec des capacités nominales respectivement de 100 000  et   50 000 barils/jour (vers 1990). L'activité principale est la vente en gros et au détail de produits issus du pétrole dans le Mid-Atlantique, le Sud-Est et le Midwest des États-Unis. Avant son déclin, c'est-à-dire au début des années 1990, l'entreprise était propriétaire d'un réseau américain d'environ 435 stations-service en exploitation (souvent également garage et point de dépannage).

## Histoire

### Près d'un siècle de croissance
L’entreprise est née durant la première guerre mondiale, en 1917 dans le comté de Harris, au Texas, quand le puits numéro 3 (Goose Creek Field) de la raffinerie de la compagnie « Crown Oil and Refining » a produit du pétrole,. Le revenu généré par ce puits permet à la jeune société de payer ses employés qui ne l'étaient plus dans l'attente de trouver du pétrole. Dès 1918 l'entreprise se construit une raffinerie (sur 65 acres, qui sera l'une des premières construites sur le Canal de Houston (Houston Ship Channel) lui offrant un accès direct au Golfe du Mexique.
En 1920 la raffinerie met sur le marché un lubrifiant dit huile rouge à viscosité 500. White Oil Corporation détient alors la majorité des actions de Crown Oil et de sa raffinerie.
En 1923, l'United Central Oil Corporation (basée au Delaware) rachète White Oil et acquiert ainsi les activités de la Crown.
En 1925 United Central Oil lance une production d'essence dans sa raffinerie de Houston et se rebaptise Crown Central Petroleum Corporation, en achetant la marque "Crown" en septembre de cette même année.

Dans les années 1920 Crown fournit de l'essence au groupe pétrolier Amoco (détenu par la famille Blaustein).
En 1930 l'entreprise américaine (American Trading and Production Corporation) propriété de la famille Blaustein et fondée par elle pour « consolider, développer et diversifier les activités commerciales de la famille Blaustein », basée au Maryland, acquiert une participation majoritaire dans Crown (et détiendra 48 % des actions de la Crown jusqu'aux années 1990). 

L'histoire du groupe dans sa première période est encore obscure, en raison du caractère peu documenté des débuts de l'industrie pétrolière et du fait que le groupe Blaustein qui s'est impliqué dans un labyrinthe complexes d'investissements pétroliers entre les années 1920 et 1990, via diverses sociétés privées : la famille aurait ainsi possédé plus de 100 millions de dollars investis dans l'immobilier (maisons, appartements, immeubles de bureaux) des entreprises pétrolières ou de fabrication diverses et des actions bancaires considérables. La famille Blaustein, également actionnaire principale de l'Indiana Standard Oil Company (depuis la fin des années 1950) va jouer un rôle central dans l'entreprise. Le patriarche de la famille (Louis Blaustein) avait déjà créé en 1910 l'American Oil Company qui vendait de l'essence sous la marque Amoco. Au moment de la crise de 1929 la famille Blaustein crée une entreprise privée (American Trading and Production Corporation) qui deviendra florissante puisqu'un demi-siècle plus tard (dans les années 1980) l'entreprise gère des activités d'exploration et de production de pétrole brut et de gaz naturel dans une grande partie des États-Unis et de l'Ouest canadien, en disposant de sa propre flotte de navires-citernes.
En 1937 la famille Blaustein déplace son état de déclaration du Delaware (considéré comme paradis fiscal aux Etats-Unis) vers le Maryland où est basée la famille. Crown progresse rapidement jusqu'à la fin des années 1980 en s'adaptant aux normes et standards nationaux qui apparaissent pour les installations de vente au détail d'essence.
La Seconde Guerre mondiale est source d'une énorme consommation de pétrole qui profite à la Crown (qui est considérée par le Bureau des normes des États-Unis et le Département de la Marine comme fournissant des produits de qualité). 

De plus la société se positionne bien pour l'armée de l'air américaine en devenant le premier producteur de kérosène à indice d'octane 100, très efficace pour les avions de guerre. Un nouveau logo présentant une étoile au dessus de deux ailes y fait référence, inspiré par les ailes des pilotes de l'Air Air Corps. En 1943 la première station-service portant la marque de la société ouvre à Baltimore, initiant un développement d'installation de stations-service dans le Mid-Atlantique et du Sud-Est des États-Unis, accompagné par un développement de la branche transports de produits pétrolier. Initialement, la société a bénéficié du pipeline « Plantation Pipeline » pour transporter son carburant composé de 60 à 65 % d'essence et de 35 à 40 % de distillats vers la zone Atlantique du pays
L'après-guerre et la reconstruction impliquent aussi une importante consommation de produits pétrolier, au bénéfice de la Cronw, qui va à cette époque se lancer dans la commercialisation de gaz au détail tout en continuant à se développer comme grossiste et détaillant d'essence et de distillats.

### Période de déclin
Après le premier choc pétrolier le gouvernement cherche à stabiliser les prix des carburants, puis en mars 1979 le ministère de l'Énergie (DOE) aide les raffineurs à mieux répertorier les coûts accrus via des augmentations de prix de l'essence, mais les années 1980-1990 voient cependant une vingtaine d'années de récession dans toutes les branches du groupe, en raison d'une chute de la demande en produits pétroliers aux Etats-Unis (-41 % en 1991, année de la plus faible demande depuis 40 ans selon l'entreprise). La guerre du Golfe est en outre source de perturbation de l'industrie pétrolière et d'une brutale hausse des prix (en 1991) bien que les enquêtes sectorielles de Standard & Poor's montrent aussi un effet stabilisateur sur le marché dû au fait que l'OPEP n'était alors plus en mesure de casser les prix.
La Crown est à cette période la cible de nombreux procès pour des violations ou ententes présumées des prix (les mécanismes de fixation des prix imposés par le DOE étaient utiles aux producteurs indépendants et à la Crown en particulier, à certains égards, mais ils se sont révélés historiquement gênants pour elle). 

En 1964, la Federal Trade Commission avait déjà ordonné à la société de changer ses pratiques de fixation de prix. 

En 1977, avec cinq autres entreprises, le groupe est déclaré coupable d'avoir conspiré pour fixer des prix artificiellement élevés (de 1967 à 1974). En 1980 le Conseil fédéral accuse le groupe d'illégalement jouer sur la stabilité des salaires et des prix. Et en 1978 le DOE accuse la Crown d'ententes sur les prix du fioul et de l'essence (709 000 dollars d'amende). 

En juin 1982, le DOE propose à la Crown une amende de plus de 33 millions de dollars en compensation de prix artificiellement élevés sur l'essence et le mazout et pour d'autres violations du règlement fédéral sur le prix et l'allocation du pétrole. 
Au fil des ans, la Crown a subi une longue série de poursuites ou d'allégations similaires. 
Le statut de producteur indépendant que la Crown avait voulu garder et sa taille devenue modeste dans le marché mondial où quelques conglomérats ont mieux profité des fluctuations du marché auraient défavorisé ce groupe face aux géants que sont devenus Exxon, Mobil et Texaco qui pouvaient spéculer sur des réserves plus importantes, immédiatement valorisables quand le prix du pétrole a à nouveau bondi. 
Dans les années 1990 l'entreprise doit en outre relever quelques défis fiscaux et réglementaires face à une législation qui évolue en soumettant les pétroliers à des règles plus strictes en termes de respect de l'eau, de l'air et des sols et de la santé publique (législation environnementale), alors que la concurrence se faisait plus dure, et que les marges de profit étaient réduites par les effets collatéraux des conflits au Moyen-Orient. Une étude confirmera en 2010 que les incidents de fonctionnement des grandes raffineries (qui échappaient en partie à la législation environnementale en termes de normes et de déclarations) s'avèrent avoir, en réalité, significativement contribué à la pollution de l'air au Texas et dans d'autres régions occupées par l'Industrie pétrolière, ; Le Clean Air Act (CAA) implique des contrôles d'émissions de routine dans les raffineries de pétrole, avec des pénalités en cas d'émissions excédentaires au dessus de seuils légaux.
Durant l'été 2006, de nombreuses stations-service distribuant le carburant de l'entreprise ont commencé à disparaître. 20 stations ont été revendues par la Crown selon le Baltimore Sun, passant sous les bannières de Texaco, de Chevron Corporation ou de Royal Dutch Shell.